# Maqsudul Alam
Maqsudul Alam, né le 14 décembre 1954 à Faridpur (Bangladesh) et mort le 20 décembre 2014 à Honolulu (Hawaï), est un scientifique américain d'origine bangladaise.

## Biographie
Spécialiste de la génomique, il a été professeur de l'Université de Hawaï à Manoa et membre du comité consultatif de la Shahjalal University of Science and Technology.
Il a séquencé le génome de quatre espèces importantes: le jute, le champignon Macrophomina phaseolina, pathogène pour de nombreuses plantes, la papaye et le caoutchouc.